# كريستيان بونيت
كريستيان بونيت (بالفرنسية: Christian Bonnet )‏ (و. 1921 – م) هو سياسي، من فرنسا، ولد في باريس، هو عضوٌ في الاتحاد من أجل الديمقراطية الفرنسية.

## مناصب
تولى منصب deputy (1981–1983)، ورئيس بلدية، وعضو الجمعية الوطنية الفرنسية، وعضو مجلس الشيوخ الفرنسي.

## التعليم
تعلم في الكلية الليبرالية للعلوم السياسية ‏، وكلية ستانيسلاس في باريس.

## روابط خارجية
- كريستيان بونيت على موقع مونزينجر (الألمانية)